# Лікарське
Ліка́рське — село в Україні, у Миколаївській сільській громаді Сумського району Сумської області. Населення становить 370 осіб. До 2016 орган місцевого самоврядування — Постольненська сільська рада.

## Географія
У селі бере початок річка Коршачина, яка через 8 км впадає в річку Вир, нижче за течією на відстані 1 км розташоване село Коршачина. Поруч проходить залізниця, станція Лікарське на відстані 1 км.

## Історія
Під час Голодомору 1932—1933 років померло щонайменше 13 жителів села.
12 червня 2020 року, відповідно до розпорядження Кабінету Міністрів України № 723-р «Про визначення адміністративних центрів та затвердження територій територіальних громад Сумської області», село увійшло до складу Миколаївської сільської громади.
19 липня 2020 року, в результаті адміністративно-територіальної реформи та ліквідації Сумського району(1923—2020), увійшло до складу новоутвореного Сумського району.
26 травня 2025 року росіяни обстріляли касетними боєприпасами село Лікарське. Внаслідок цієї атаки загинула 67-річна жінка. Також отримали поранення двоє людей.Було пошкоджено 3 будинки.